# Cantón de Sierentz
El cantón de Sierentz era una división administrativa francesa, que estaba situada en el departamento de Alto Rin y la región de Alsacia.

## Composición
El cantón estaba formado por veintiún comunas:
- Bartenheim
- Brinckheim
- Dietwiller
- Geispitzen
- Helfrantzkirch
- Kappelen
- Kembs
- Kœtzingue
- Landser
- Magstatt-le-Bas
- Magstatt-le-Haut
- Rantzwiller
- Schlierbach
- Sierentz
- Steinbrunn-le-Bas
- Steinbrunn-le-Haut
- Stetten
- Uffheim
- Wahlbach
- Waltenheim
- Zaessingue

## Supresión del cantón de Sierentz
En aplicación del Decreto n.º 2014-207 de 21 de febrero de 2014, el cantón de Sierentz fue suprimido el 22 de marzo de 2015 y sus 21 comunas pasaron a formar parte del nuevo cantón de Brunstatt.